# Kenneth Bednarek
Kenneth "Kenny" Bednarek, född 14 oktober 1998, är en amerikansk kortdistanslöpare.

## Karriär
I augusti 2021 vid OS i Tokyo tog Bednarek silver på 200 meter efter ett lopp på personbästat 19,68 sekunder. I juli 2022 vid VM i Eugene tog Bednarek silver på 200 meter efter ett lopp på 19,77 sekunder. Vid OS 2024 tog han åter silver på 200 meter.